# Cantonul Randan
Cantonul Randan este un canton din arondismentul Riom, departamentul Puy-de-Dôme, regiunea Auvergne, Franța.

## Comune
- Bas-et-Lezat
- Beaumont-lès-Randan
- Mons
- Randan (reședință)
- Saint-André-le-Coq
- Saint-Clément-de-Régnat
- Saint-Denis-Combarnazat
- Saint-Priest-Bramefant
- Saint-Sylvestre-Pragoulin
- Villeneuve-les-Cerfs